# 프로덕션 컨트롤
프로덕션 컨트롤(production control)은 공급망 관리 및 제조 내에서 특정 생산 또는 운영을 모니터링하고 제어하는 활동이다. 프로덕션 컨트롤은 특정 제어실이나 운영실에서 실행되는 경우가 많다. 재고관리 및 품질 관리와 함께 프로덕션 컨트롤은 생산 관리의 핵심 기능 중 하나이다.

## 같이 보기
- 산업공학
- 생산 관리
- 제조공학